# Find 815
Find 815 er et alternate reality game, med udgangspunkt i den amerikanske tv-serie Lost. Find 815 er efterfølgeren til Lost Experience. Det gik i luften 28. december 2007 og afsluttes 31. januar 2008, samme dag som premieren på fjerde sæson, "The Beginning of the End," udsendes på American Broadcasting Company. Spillet følger Oceanic Airlines' IT-tekniker Sam Thomas, under hans efterforskning af Oceanic Flight 815, hvor hans kæreste, Sonya, var om bord.
| Lost | Spire Denne artikel om tv-serien Lost er en spire som bør udbygges. Du er velkommen til at hjælpe Wikipedia ved at udvide den. |